# Guerra de Continuació
La Guerra de continuació (finlandès: jatkosota, suec: fortsättningskriget), del 25 de juny del 1941 al 19 de setembre del 1944, va ser una de les dues guerres lliurades entre Finlàndia i la Unió Soviètica durant la Segona Guerra Mundial.
El Regne Unit va declarar la guerra a Finlàndia el 6 de desembre del 1941, però no hi va participar activament. Alemanya va intervenir mitjançant l'enviament de material de guerra i oferint cooperació militar al bàndol finlandès. Els EUA no van lluitar ni van declarar la guerra contra Finlàndia, però van donar a la Unió Soviètica ajuda massiva a diversos nivells, dirigida oficialment a col·laborar en l'esforç de guerra soviètic contra Alemanya.
La guerra va acabar formalment amb els Tractats de pau de París el 1947.
La Guerra de Continuació (o Segona Guerra russo-finlandesa), va rebre el seu nom a Finlàndia ja durant la guerra, amb la finalitat de deixar clar el seu caràcter de continuació de la Guerra d'Hivern (o Primera Guerra russo-finlandesa) del 1939.

## Introducció
Si bé la Guerra de Continuació va tenir lloc a la perifèria de la Segona Guerra Mundial i les tropes involucrades van ser relativament poques, la seva història representa l'únic cas d'un estat genuïnament democràtic participant en la guerra al costat de les Potències de l'Eix, si bé no va firmar el Pacte Tripartit. El Regne Unit declarà la guerra a Finàndia el 6 de desembre de 1941, dia de la independència finesa, Canadà i Nova Zelanda ho van fer el 7 i Austràlia i Sud-àfrica ho van fer el 8. El Secretari d'Estat dels Estats Units, Cordell Hull es va alegrar de l'alliberament finès de Carèlia, però advertí a Finlàndia de què no entrés en territori soviètic; però finalment, els Estats Units no van declarar la guerra a Finlàndia quan li van declarar a l'Eix i, juntament amb el Regne Unit, s'apropà a Stalin a la Conferència de Teheran per aconseguir assegurar la independència finesa. No obstant això, el govern estatunidenc retingué mercants finesos als ports americans i a l'estiu de 1944 deixà les relacions diplomàtiques i comercials fineses de resultes del tractat del President Ryts amb Alemanya. El govern americà posteriorment advertí a Finlàndia sobre les conseqüències de continuar la lluita al costat de l'Eix.

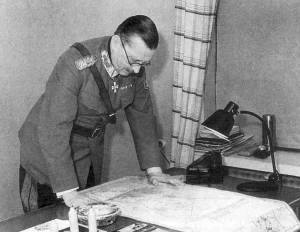
El comandant suprem de Finlàndia, Mariscal Mannerheim al seu quarter general.

L'acció britànica més coneguda sobre territori finès va ser un atac amb Swordfish sobre els vaixells alemanys al port finès de Petsamo, el 31 de juliol de 1941. Aquest atac gairebé no va aconseguir res llevat de la pèrdua dels 3 vaixells britànics, però va ser entès com una demostració del suport britànic a la Unió Soviètica. Posteriorment, Hurricanes de l'Ala 151 de la RAF amb seu a Múrmansk va proveir de protecció aèria a les tropes soviètiques i caces d'escorta pels bombarders soviètics. La contribució britànica a la guerra va ser ocasional però significativa.
Finlàndia adoptà el concepte d'una "guerra paral·lela", que tenia els seus propis objectius, separats dels de l'Alemanya Nazi.
Van haver-hi diversos fets de la II Guerra Mundial que van tenir un impacte significatiu en el curs de la Guerra de Continuació:
- la invasió alemanya de la Unió Soviètica (Operació Barbarroja) està molt connectada a l'inici de la Guerra de Continuació.
- la invasió aliada de França (Batalla de Normandia) estava coordinada amb la major ofensiva soviètica contra Finlàndia (9 de juny-15 de juliol de 1944.
- la cursa cap a Berlín entre americans i soviètics al final de la guerra va suposar el final de la Guerra de Continuació, car convertí en irrellevant l'escenari del nord d'Europa.

## Rerefons

### Motius de la guerra
A diferència de la Guerra d'Hivern, que va ser d'una guerra d'agressió soviètica contra Finlàndia, la Guerra de Continuació va ser una guerra d'agressió a càrrec dels finesos, en un intent de rectificar el resultat de la Guerra d'Hivern i prevenir una possible agressió soviètica. A Finlàndia existeix un debat sobre si realment Finlàndia tenia alguna opció realista de no unir-se a l'atac alemany, així com n'estaven de justificades les agressions fineses. No obstant això, existeix el consens de què un dels objectius principals objectius finesos va ser l'intent de recuperar el territori perdut a la Guerra d'Hivern.
L'objectiu principal de Finlàndia durant la Segona Guerra Mundial era sobreviure a la guerra com un Estat democràtic independent, capaç de mantenir la seva sobirania en un entorn políticament hostil. Específicament, a la Guerra de Continuació, Finlàndia va pretendre revertir les pèrdues sofertes en el Tractat de Pau de Moscou al març de 1940, així com, expandint el seu territori vers l'est, aconseguir més terra no-finesa per defendre en precaució d'un nou atac soviètic. Tanmateix, existinen alguns petits grups nacionalistes que defenien la ideologia de la Gran Finlàndia. L'esforç finès durant la Segona Guerra Mundial va acomplir-se quant al primer i principal objectiu, si bé el preu va resultar molt elevat en vides humanes, reparacions de guerra, pèrdues territorials, erosió del prestigi internacional i subseqüent acomodament a les perspectives estratègiques soviètiques. L'aliança germano-finesa va ser totalment diferent a la majoria de les aliances alemanyes amb la resta de països de l'Eix, com exemplifica la participació de jueus finesos en la lluita contra la Unió Soviètica.
Els objectius bèl·lics de la Unió Soviètica eren més difícils de valorar. S'ha argumentat que la política defensiva soviètica a Finlàndia podia enquadrar-se en el marc d'una estratègia defensiva construïda en base d'una sèrie de mesures defensives: la partició de Polònia amb Alemanya, l'annexió de Lituània i Letònia i l'intent de l'ocupació de Finlàndia a la Guerra d'Hivern poden veure's com a elements de la construcció d'una zona de seguretat davant l'amenaça de les potències capitalistes de l'Europa occidental, semblant a l'establiment d'estats satèl·lits soviètics a través del Pacte de Varsòvia o de l'Acord d'Amistat, Cooperació i Assistència signat amb la Finlàndia de postguerra. En conseqüència, després de l'atac alemany a la Unió Soviètica, l'atac de l'Exèrcit Roig sobre Finlàndia és vist com un intent de protegir la població soviètica: a través del control de Finlàndia s'eliminaven les amenaces sobre Leningrad i l'important port de Múrmansk.

### Abans de la Segona Guerra Mundial
Si bé la Carèlia Oriental mai no havia format part de la Finlàndia moderna, una part significativa dels seus habitants eren de parla finesa. Després de la declaració finesa d'independència, es van alçar veus per demanar l'annexió de la Carèlia Oriental per a "rescatar-la de l'opressió". Això va portar a diverses incursions a la zona (Expedició de Viena i Expedició Aunus), però van ser infructuoses. Finlàndia portà el tema de la Carèlia Oriental a la Societat de Nacions, però sense èxit.
En cercles no d'esquerres, el paper de l'imperi Alemany en la victòria del govern "Blanc" sobre els rebels socialistes durant la Guerra Civil Finlandesa es va celebrar, si bé molts preferien el suport britànic o escandinau a l'alemany. La política de seguretat de la Finlàndia independent s'inclinà vers la creació d'un cordó sanitari amb altres nacions de creació recent (com Polònia, Lituània, Estònia o Letònia) en defensa contra la Unió Soviètica; però després que les negociacions fracassessin, Finlàndia es dirigí a la Societat de Nacions per a seguretat. Els contactes amb els altres països escandinaus li van portar petits èxits: el 1932, Finlàndia i la Unió Soviètica van signar un pacte de no-agressió, però que fins als analistes contemporanis consideraven que era paper mullat.
L'acord de pau del 1920 va ser trencat per la Unió Soviètica el 1937 quan aturà als vaixells finesos que navegaven entre el Llac Ladoga i el Golf de Finlàndia a través del riu Neva. L'ús lliure dels vaixells mercants d'aquesta ruta havia estat un dels articles a l'acord.

### Conseqüències del Pacte Molotov-Ribbentrop

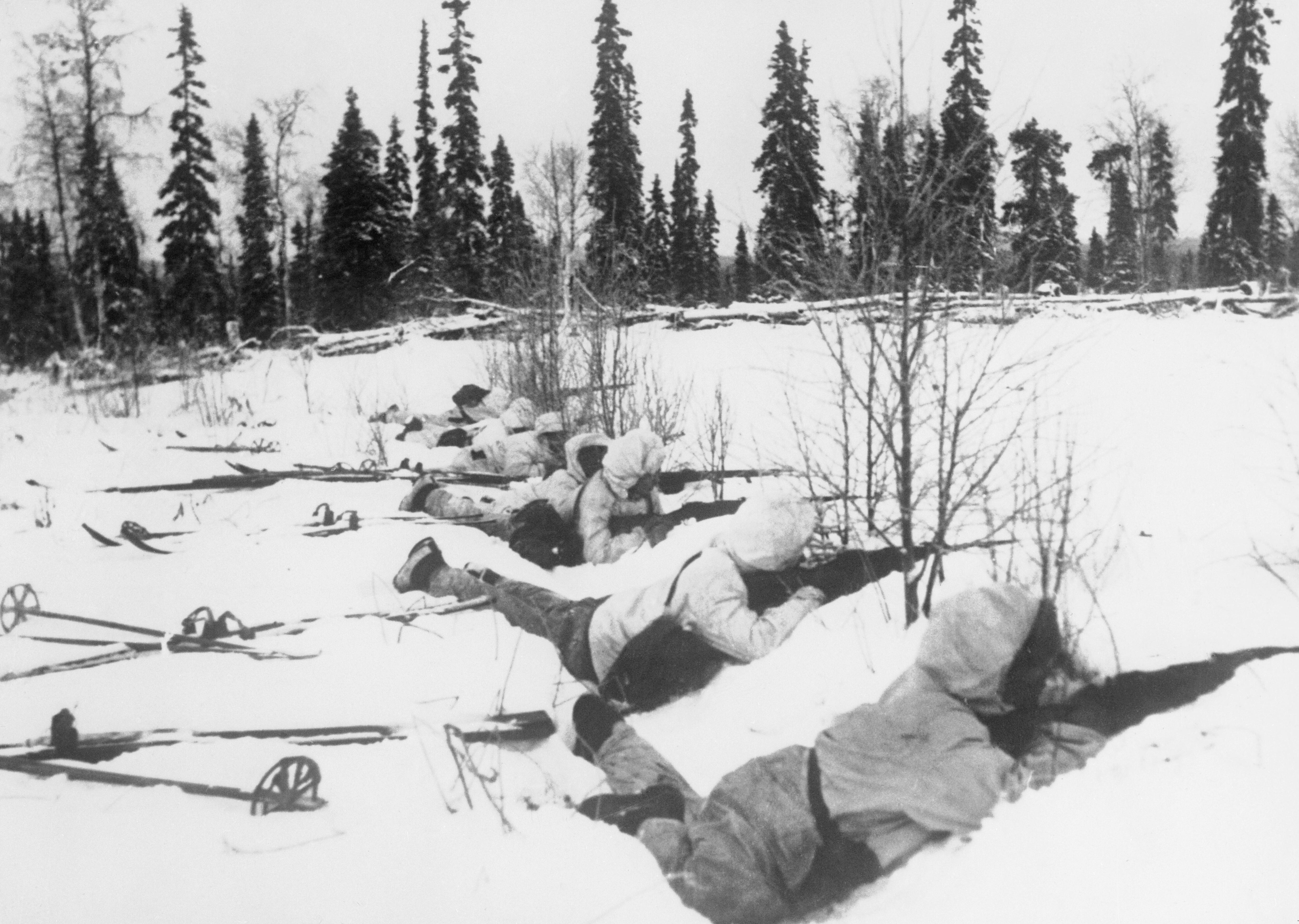
Tropes d'esquiadors finesos a la Finlàndia septentrional el 12 de gener de 1940

El Pacte Molotov-Ribbentrop de 1939 permetia a la Unió Soviètica fer pressió sobre Lituània, Estònia, Letònia i Finlàndia. Les 3 repúbliques bàltiques van cedir aviat a les pressions soviètiques, però Finlàndia ho refusà. Com a resultat, el 30 de novembre de 1939 esclatà la Guerra d'Hivern. La condemna de la Societat de Nacions i de tots els països del món no va causar cap efecte en la política soviètica, i es projectà enviar ajut internacional a Finlàndia, però aquesta proposta no es materialitzà mai.
El Tractat de Pau de Moscou, signat el 12 de març de 1940, posà punt final a la Guerra d'Hivern. El tractat era sever cap a Finlàndia: una cinquena part de la indústria del país i un 11% del terreny agrícola es van perdre, així com la ciutat de Viipuri, la segona del país; sobre un 12% de la població finesa va haver-se de moure's cap al costat finès de la frontera; el poble de Hanko va ser cedit a la Unió Soviètica com a base militar; però tot i això, Finlàndia havia evitat que la Unió Soviètica s'annexionés tot el país.
Però el Tractat de Pau de Moscou va ser un cop molt dur pels finesos, car va ser vist com el darrer error de la política d'exteriors finesa, que s'havia basat en les garanties multilaterals de suport. A partir d'aquell moment se cercaren tractats bilaterals per suavitzar les relacions tradicionalment fredes, com amb la Unió Soviètica o el Tercer Reich. L'opinió pública finesa esperava la recuperació de la Carèlia finesa, i posà les seves esperances en la conferència de pau que s'assumia que seguiria la Guerra Mundial. El mot Välirauha ("Pau Interina") es va fer popular després d'anunciar-se les dures condicions de pau.
Si bé s'havia signat el tractat de pau, l'estat de guerra i la censura no van ser revocats donada la cada major amplada de la guerra mundial, la dificultat de la situació del subministrament d'aliments, així com el mal estat de l'exèrcit finès. Això va fer possible que el president Kyösti Kallio pogués demanar al Mariscal Mannerheim que continués com a comandant en cap i supervisés el rearmament i els treballs de fortificació. Durant 1940. Finlàndia rebé materials adquirit i donat durant i immediatament després a la Guerra d'Hivern. Les despeses militars van augmentar el 1940 a un 45% del pressupost finès. Un tractat de comerç de material militar amb el Regne Unit gairebé no va tenir cap efecte pràctic, donada l'ocupació alemanya de Noruega i Dinamarca.
L'Alemanya Nazi atacà Escandinàvia el 9 d'abril de 1940 (Operació Weserübung). Finlàndia, igual que Suècia, es lliurà de l'ocupació, però quedà encerclada per Alemanya i la Unió Soviètica i per tant, des de maig de 1940, Finlàndia inicià una campanya per restablir bones relacions amb Alemanya. La premsa finesa no només refrenà les seves crítiques vers l'Alemanya Nazi, sinó que va prendre un paper actiu donant-li suport. La dissidència va ser censurada; i després de la conquesta de França, la campanya s'intensificà.
La implementació del Tractat de Pau de Moscou de 1940 va generar problemes. La devolució forçada de la maquinària evacuada, locomotores i vagons de tren, i la inflexibilitat soviètica relativa a qüestions que podrien haver alleugerit les dificultats creades per les noves fronteres, com els drets de pesca o l'ús del canal de Saimaa van fer augmentar la desconfiança cap als veritables objectius soviètics.
Sense que Finlàndia ho sabés, Hitler havia començat a planificar la invasió de la Unió Soviètica. Hitler no s'havia interessat en Finlàndia abans de la Guerra d'Hivern, però ara veia el possible valor del país com a base d'operacions, així com el possible valor militar de l'exèrcit finès. Durant les primeres setmanes d'agost, els temors alemanys cap a un immediat atac soviètic sobre Finlàndia van fer que Hitler cancel·lés l'embargament armamentístic. S'iniciaren negociacions relatives a l'obtenció de drets de pas de les tropes alemanyes per Finlàndia a canvi d'armes i de material divers. Pel Tercer Reich això era una violació del Pacte Molotov-Ribbentrop, de la mateixa manera que pels finesos ho era del Tractat de Pau de Moscou de 1940: els negociadors soviètics havien insistit que l'acord de trànsit de tropes a Hanko no havia de ser publicat, fent així de senzill pels finesos mantenir el secret sobre l'acord de trànsit de tropes amb Alemanya fins que no arribessin els primers soldats alemanys.
Tot i que els líders soviètics havien promès als finesos durant la signatura del Tractat de Pau de Moscou que no interferirien en la política interior finesa, la realitat mostrà el contrari. Després de l'alto el foc els soviètics van reclamar la ciutat industrial d'Enso, que clarament estava dins del costat finès segons l'acord de pau, reclamació que els finesos van acceptar. La interferència soviètica continuà amb el total suport soviètic a l'organització d'extrema esquerra SNS Amistat Unió Soviètica-Finlàndia, que clarament propugnava que Finlàndia s'unís a la Unió Soviètica. Els soviètics també van demanar (amb èxit) que el ministre finès Väinö Tanner dimitís i que, durant les eleccions presidencials fineses de 1940, ni Mannerheim, ni Kivimäki, ni Tanner o Svinhuvud havien de ser candidats. El fet més significatiu durant el període de la pau interina va ser mentre que el ministre d'exteriors soviètic Mólotov es trobava de visita a Berlín, li demanà carta blanca per a "resoldre la qüestió finesa".
Les negociacions sobre els drets d'extracció del níquel de Petsamo s'havien encallat durant 6 mesos, quan el ministre soviètic d'exteriors anuncià el gener de 1941 que les negociacions havien d'acabar ja. El mateix dia, la Unió Soviètica va interrompre els enviaments de gra a Finlàndia. L'ambaixador soviètic Zotov va ser cridat a consultes el 18 de gener i els programes de ràdio van començar a atacar a Finlàndia. Els alemanys del nord de Noruega van informar l'1 de febrer que la Unió Soviètica havia reunit 500 vaixells de pesca a Múrmansk, capaços de transportar a tota una divisió. Hitler ordenà a les tropes destinades a Noruega que ocupessin Petsamo (Operació Ren) immediatament en cas que la Unió Soviètica ataqués Finlàndia. Els finesos van oferir la meitat de la mineria als soviètics i van demanar una garantia que no s'hi produïssin agitacions antigovernamentals. Això no va ser suficient per als soviètics, i quan Mannerheim declarà que qualsevol concessió més feta als soviètics podria amenaçar la seguretat del país, els finesos decidiren allargar les negociacions quan no hi va haver moviment des de les posicions soviètiques.
Després del fracàs de les negociacions pel níquel, l'activitat diplomàtica s'aturà durant alguns mesos, període on hi hagué un creixent interès alemany per Finlàndia. Un signe d'aquest interès creixent va ser el reclutament d'un batalló de voluntaris finesos per a les Waffen-SS al juliol de 1941, amb l'aprovació del govern finès. Es va arribar a la conclusió de què el batalló serviria com a prova del compromís finès a cooperar amb l'Alemanya nazi. L'acord va ser que els voluntaris finesos no serien enviats a combatre contra les forces britàniques o gregues (els dos únics països europeus llavors en guerra amb Alemanya), i tenia una duració de dos anys. El batalló, anomenat Finnisches Freiwilligen Bataillon va formar part de la Divisió SS Wiking, lluitant a Ucraïna i al Caucas. Quan el termini expirà, el batalló va ser retirat del front al maig de 1943, sent transportat a Tallinn i d'allà a Hanko, on va ser dissolt l'11 de juliol. Els soldats van ser transferits en diferents unitats de l'exèrcit finès.
El ministeri d'exteriors alemany va enviar a Ludwig Weissauer a Finlàndia el 5 de maig, en aquesta ocasió per aclarir que la guerra entre Alemanya i la Unió Soviètica no començaria fins a la primavera de 1942. El govern finès ho cregué (almenys oficialment), i envià el missatge als suecs i als britànics. Quan la guerra s'inicià un parell de mesos després, és comprensible que tant el govern suec com el britànic creguessin que els finesos els havien mentit.
A la primavera de 1941, els plans de batalla conjunts van ser discutits amb Alemanya, així com les comunicacions i les zones marítimes segures. Finlàndia va fer grans demandes de material, i esperava unir-se a Alemanya en la lluita contra la Unió Soviètica amb alguns requisits previs: una garantia de la independència finesa, les fronteres anteriors a la Guerra d'Hivern (o millors), que els enviaments de gra continuessin i que les tropes fineses no travessarien la frontera abans d'una incursió soviètica. L'arribada de tropes alemanyes participants en l'Operació Barbarroja començà el 7 de juny a Petsamo. Abans de la Guerra de Continuació, els alemanys van oferir a Mannerheim el comandament de totes les tropes alemanyes a Finlàndia (sobre uns 80.000 homes), però aquest declinà l'oferiment, car si acceptava, quedarien completament lligats als propòsits alemanys.
El Parlament finès va ser informat per primera vegada el 9 de juny, quan les primeres ordres de mobilització van ser lliurades a les tropes necessàries per salvaguardar les properes fases de mobilització general. El 20 de juny, el govern finès evacuà a 45.000 persones residents a la frontera soviètica; i el 21 de juny, el Cap de l'Estat Major General de Finlàndia, General Erik Heinrichs, va ser finalment informat pel seu equivalent alemany que l'atac havia començat.

## El curs de la guerra

### Ofensiva finesa de 1941

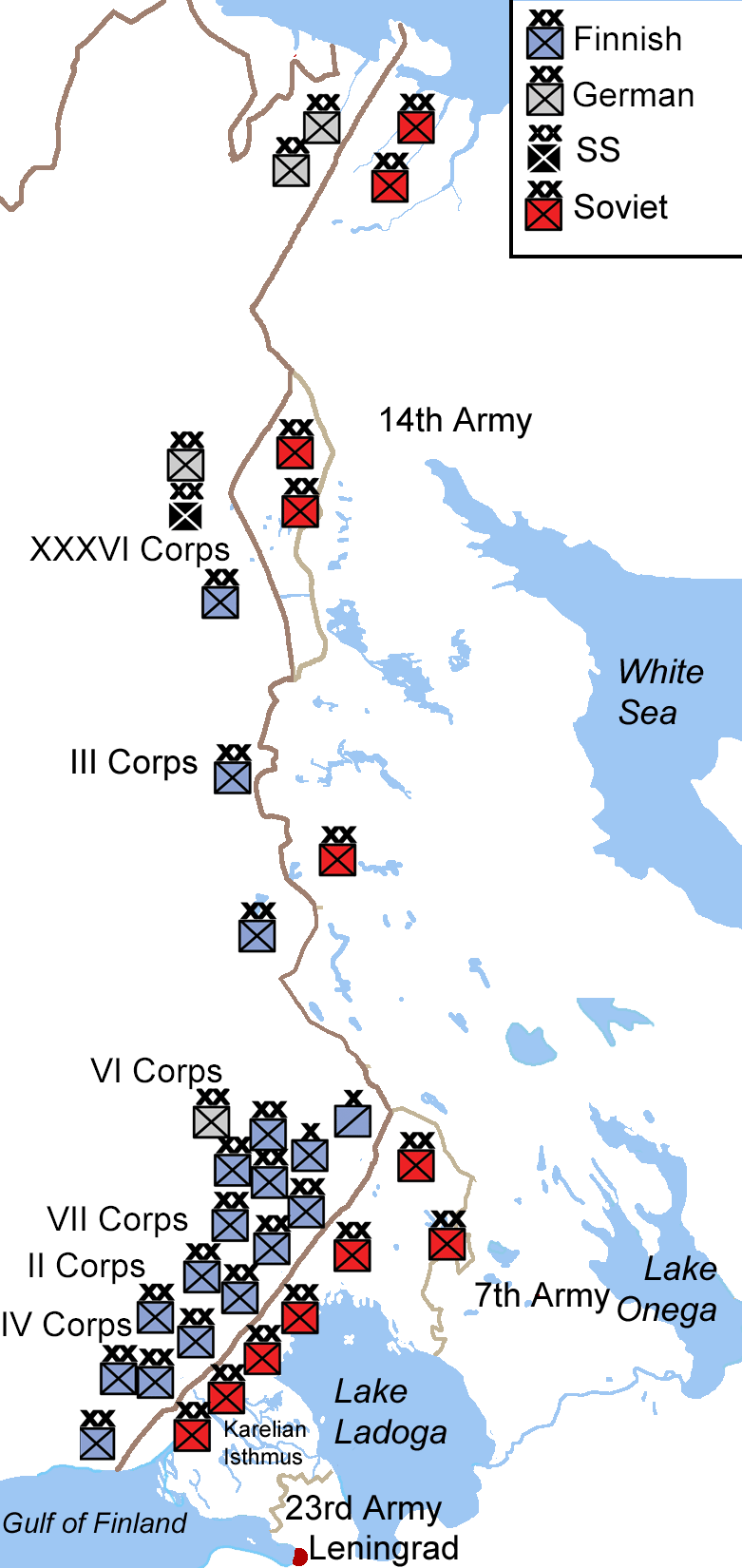
Forces relatives en tropes fineses, alemanyes i soviètiques a l'inici de la Guerra de Continuació al juny de 1941. Les fronteres fineses anteriors al Tractat de Pau de Moscou de 1940 apareixen en color clar

L'Operació Barbarroja va començar al Bàltic nord al vespre del 21 de juny, quan minadors alemanys, que havien estat amagats a l'arxipèlag finès, van crear dos grans camps de mines al Golf de Finlàndia. Aquests camps de mines van provar ser suficients com per confinar la Flota del Bàltic soviètica a la part més oriental del Golf de Finlàndia. Aquella mateixa nit, més tard, bombarders alemanys volaven pel golf direcció Leningrad per minar el port i el riu Neva. Al viatge de tornada, aquests bombarders van carregar combustible a l'aeroport d'Utti. Finlàndia estava preocupada amb el fet que la Unió Soviètica pogués ocupar Åland, de manera que es llançà l'Operació Kilpapurjehdus (Regata) a les primeres hores del 22 de juny per ocupar Åland per Finlàndia. Els bombarders soviètics van llançar diversos atacs contra els vaixells finesos durant l'operació, però no van causar danys. Els submarins finesos, en canvi, van crear diversos petits camps de mines entre les 8 i les 10 del matí entre Suursaari i la costa d'Estònia, d'acord amb un pla de defensa de Finlàndia i Estònia de pre-guerra.
El matí del 22 de juny, el Gebirgskorps Norwegen alemany inicià l'Operació Renntier, començant a moure's des de la Noruega septentrional cap a Petsamo. Finlàndia no permeté als alemanys que ataquessin la Unió Soviètica directament des de territori finès, motiu pel qual els alemanys a Petsamo i Salla van haver d'aturar el foc. Va haver-hi algun intercanvi de foc d'armes lleugeres entre guàrdies fronterers soviètics i finesos de manera esporàdica, però el front principalment va restar tranquil.
El 21 de juny Finlàndia concentrà les seves unitats mobilitzades a la frontera soviètico-finesa, on van ser situades en formacions defensives. Finlàndia mobilitzà 16 divisions d'infanteria, una brigada de cavalleria, i dues brigades "Jäger" (brigades normals d'infanteria, excepte un batalló a la 1a Brigada Jäger, que usava blindats soviètics capturats. També hi havia batallons separats, principalment formats per tropes frontereres i principalment emprats pel reconeixement. Els plans soviètics estimaven que els finesos només podrien mobilitzar 10 divisions d'infanteria, com havien fet a la Guerra d'Hivern, però van fracassar al comptabilitzar el material que Finlàndia havia adquirit entre les guerres i que s'havia entrenat a tots els homes disponibles. Les forces alemanyes també estaven presents al nord de Finlàndia: dues divisions de muntanya a Petsamo i dues d'infanteria a Salla. El 22 de juny es desplaça una nova divisió d'infanteria des d'Oslo dirigida cap al Carèlia, si bé un regiment va ser dirigit cap a Salla.
La mobilització del bàndol soviètic a la frontera s'inicià el 18 de juny. L'istme de Carèlia va ser ocupat pel 23è Exèrcit soviètic, consistent en els cossos 50è, 19è i 10è Cos Mecanitzat, juntament amb 5 divisions d'infanteria, 1 motoritzada i 2 blindades. Al Ladoga Karelia hi havia el 7è Exèrcit, consistent en 4 divisions d'infanteria. A la regió de Múrmansk-Salla, la STAVKA desplegà el 14è Exèrcit, amb el 42è Cos, consistent en 5 divisions d'infanteria (1 en reserva a Arkhànguelsk) i 1 divisió blindada. A més, l'Exèrcit Roig tenia uns 40 batallons de regiments diversos i unitats de fortificació a la regió que no formaven part de la seva estructura de divisió. A Leningrad hi havia destinades 3 divisions d'infanteria i un cos mecanitzat com a guarnició.
Els atacs inicials alemanys contra la Força Aèria Roja no van afectar les unitats situades prop de Finlàndia, i així doncs els soviètics tenien uns 750 avions, a més de 700 avions de la Marina Soviètica, contra uns 300 avions finesos. Al matí del 25 de juny, la Unió Soviètica llançà una gran ofensiva aèria contra 18 ciutats fineses amb 460 avions, dirigida principalment contra objectius civils finesos i camps d'aviació. La Unió Soviètica declarà que l'atac havia estat dirigit contra objectius alemanys a Finlàndia, això no obstant, l'ambaixada britànica verificà que només s'havien atacat objectius finesos al sud i a la Finlàndia central, on l'ambaixada tenia informadors. L'atac fracassà en atacar objectius alemanys. Al mateix temps, l'artilleria soviètica estacionada a la base de Hanko començà a disparar contra objectius finesos, i un atac menor d'infanteria es va llançar contra el costat finès de la frontera de Parikkala. Es programà una reunió del Parlament finès pel 25 de juny, en la que el Primer Ministre Rangell intentà presentar la neutralitat finesa en la guerra soviètico-alemanya, però els bombardeigs soviètics el feren anunciar que Finlàndia es trobava de nou en guerra amb la Unió Soviètica. La Guerra de Continuació havia començat.
La guerra contra Alemanya no va anar tan bé com les maniobres i jocs de guerra soviètics de pre-guerra havien previst, i aviat l'Alt Comandament soviètic va haver de reclamar totes les unitats disponibles per taponar les escletxes que s'anaven formant a la línia del front. A causa d'això, l'ofensiva aèria inicial contra Finlàndia no va poder ser seguida per una ofensiva terrestre, com s'havia planejat inicialment. En canvi, el 10è Cos Mecanitzat (amb dues divisions blindades i la 237a Divisió d'Infanteria soviètica va ser retirat del Ladoga Karelia.

#### Reconquesta de Ladoga Karelia
Si bé en un inici els finesos s'havien desplegat en posicions defensives, el 29 de juny Mannerheim creà l'Exèrcit de Carèlia, comandat pel Tinent General Erik Heinrichs, amb ordres de preparar l'atac al Llac de Carèlia. L'Exèrcit de Carèlia consistia en el VI Cos, format per les divisions d'infanteria 5a i 11a; el VII Cos, format per les divisions d'infanteria 7a i 9a i pel Grup O, format per la Brigada de Cavalleria, i les Brigades Jaeger 1a i 2a. Al davant tenien el 7è Exèrcit soviètic, amb la 168a Divisió de Fusellers prop de Sortavala i la 71a Divisió de Fusellers al nord de. A més, els soviètics havien fortificat la frontera a Sortavala i el nus de carreteres a Värtsilä i a Korpiselkä.
El 9 de juliol s'inicià l'ofensiva, i el 14 els finesos ja havien tallat la via de tren de Sortavala-Petrozavodsk, arribant al llac Ladoga l'endemà. Els soviètics es van veure obligats a transferir dos regiments des de l'Istme de Carèlia per tancar l'escletxa que s'havia format. Per un altre costat, gairebé s'aconseguí encerclar les forces soviètiques al sud de Korpiselkä i les fortificacions de Värtsilä. Per evitar-ho, els soviètics es retiraren a l'est, i els finesos aconseguien arribar des de Jänisjärvi al llac Ladoga el 16 de juliol.
Cap al dia 23 de juliol, la 5a divisió finesa arribà al poble de Vitele, sent capturat l'endemà; però l'avanç posterior va ser aturat pels tancs i per l'artilleria soviètica. A partir d'aquell moment, els soviètics iniciaren una contraofensiva que, després de 5 dies de lluita, el front quedà estabilitzat a 10 km a l'est de Vieljärvi.
Els soviètics reorganitzaren les seves tropes des del 21 de juliol i Mannerheim, estudiant la situació, ordenà un alto en l'atac a la línia Vitele-Vieljärvi ja el 19. Els temors de Mannerheim es confirmaren quan, a les primeres hores del 24 de juliol els soviètics desembarcaren amb èxit a les illes de Lunkulansaari i de Mantsi, però els finesos, mitjançant l'artilleria pesant, van aconseguir aïllar als soviètics, rebutjant un intent de reforçar-los llançat el matí del 25. Pel 27, havia acabat la darrera resistència soviètica.

#### Reconquesta de l'istme de Carèlia

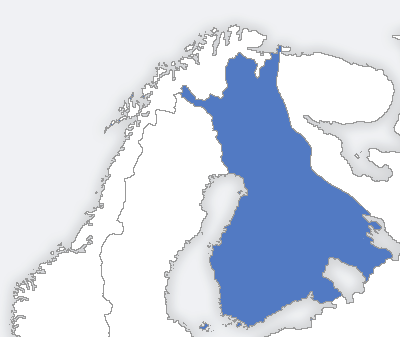
El màxim avanç de les unitats fineses a la Guerra de Continuació.

Entre agost i setembre de 1941, els cossos 2n, 4t i 5è finesos concentraren les seves forces en els estrets i profunds passos enmig dels terrenys forestals sense carreteres, conquerint els diversos nusos de carreteres i la línia principal de ferrocarril amb destinació Leningrad. Així, van envoltant i creant mottis amb les tropes del 23è Exèrcit soviètic, i fent-les retrocedir fins al golf de Finlàndia, havent de ser evacuades per les naus de la marina soviètica.
El 2 de setembre ja s'havia reconquerit tots els territoris fins a la frontera anterior a la Guerra d'Hivern, continuant l'avanç uns dies més per conquerir millors posicions defensives a l'istme.

#### Avanç per la Finlàndia Septentrional
La frontera operativa entre Finlàndia i la forces alemanyes estava situada al sud-est del llac Oulujärvi fins a la frontera, i de l'estret fins a l'est. La 14a Divisió finesa controlava la part sud de la frontera, mentre que la nord estava sot la responsabilitat de l'AOK Norwegen del Coronel General von Falkenhorst. El III Cos Finès (General Siilasvuo) estava més al sud, al costat del XXXVI Cos alemany (General Feige), i el Cos de Muntanya alemany (General Dietl) estava al nord de Petsamo. Junts tenien 3 divisions d'infanteria, 2 de muntanya i una de les Waffen-SS (la Nord), així com dos batallons blindats. Al davant tenien al 14è Exèrcit soviètic (Tinent General Frolov) a Múrmansk i part del 7è Exèrcit, juntament amb 6 divisions d'infanteria i una blindada, així com una altra divisió d'infanteria reforçant la zona fortificada.
Com que els finesos no van permetre als alemanys que ataquessin per la frontera abans del 25 de juny, els soviètics estaven alerta i van usar tots els dies de què van disposar per fortificar la regió fronterera. A més, la concentració de forces alemanyes a la frontera durà més dies del que s'havia previst, motiu pel qual l'ofensiva es retardà fins al 29 de juny, una setmana sencera després que s'iniciés l'Operació Barbarroja, donant encara més temps als soviètics per reforçar les seves fortificacions.
El cos de muntanya ataca les forces soviètiques a les primeres hores del 29 de juny, aconseguint avançar gairebé 30 km fins al riu Litsa, on l'ofensiva s'hagué d'aturar el 2 de juliol donats els problemes de subministraments. Quan l'atac prosseguí una setmana després, els soviètics havien aconseguit portar reforços i havien preparat posicions defensives, motiu pel qual l'atac no aconseguí guanyar terreny.
El XXXVI Cos atacà a través de la línia ferroviària Rovaniemi-Kandalakixa l'1 de juny, però després de només un dia de combats, la divisió SS Nord havia perdut la seva capacitat combativa i costà una setmana abans que la 169a divisió alemanya i la 6a finesa aconseguissin capturar Salla, i només dos dies després tota l'ofensiva queda aturada per una nova línia de fortificacions soviètiques.

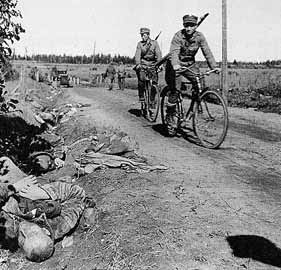
Soldats finesos passen amb les seves bicicletes al costat de cadàvers de soldats russos a la bossa de Sommee.

Els alemanys havien fet servir totes les seves forces en l'ofensiva, i no tenien reserves de cap mena (aquestes havien de ser transportades des de Noruega i Alemanya). Això causà un retard en les operacions que els soviètics van aprofitar de manera efectiva per reforçar les seves posicions i millorar les seves fortificacions. L'OKW només va ser capaç d'enviar dos regiments d'infanteria a von Falkenhorst. Per tot això, la renovada ofensiva fracassà en l'intent d'obtenir algun terreny el 8 de setembre al riu Litsa, després que l'OKW ordenà a les forces que passessin a posicions defensives.
A Salla, al XXXVI Cos li van anar les coses millor des del 19 d'agost, mentre que la 6a Divisió finesa havia tallat les línies de subministrament soviètiques, forçant a les divisions soviètiques 104 i 122 a abandonar les seves posicions fortificades i el seu equipament pesant el 27 d'agost. Això va prosseguir amb un avançament de l'operació sobre el ferrocarril fins que 50 km després l'atac es va haver d'aturar donat l'esgotament de les tropes i la nova línia de defensa soviètica al riu Verma el 19 de setembre. Von Falkenhorst demanà reforços a Alemanya en dues ocasions per continuar immediatament la seva ofensiva mentre que els soviètics encara estaven desorganitzats, però la seva petició va ser refusada.
El III Cos finès operava sota les ordres de l'AOK Norwegen, i estava situat a la regió de Kuusamo-Suomussalmi. Era una formació molt feble, amb només una divisió d'infanteria (la 3a), i dos batallons separats. Estava comandat per Major General Hjalmar Siilasvuo. Al davant tenien la 54a divisió d'infanteria soviètica, comandada pel Major General I.V. Panin, i va ser reforçada a l'agost amb l'arribada de la 88a divisió d'infanteria (Major General A.I. Zelentsov) i del regiment d'infanteria 1087, i al novembre amb la 186a divisió d'infanteria i un regiment de guàrdies fronteres. El III Cos rebé ordres d'atacar cap a Uhtua (avui Kalevala) i cap a Kiestinki (avui Kestenga). Quan l'ofensiva s'inicià l'1 de juliol, l'atac va ser refrenat per una defensa soviètica, i costà fins al dia 9 superar les defenses soviètiques al riu Vuonnisenjoki al sud, i fins al 20 les del riu Sohjananjoki al nord. Al sud, l'atac continuà l'11 de juliol mitjançant un atac pels flancs a través del llac Ylä-Kuittijärvi, però la defensa soviètica va ser tan efectiva que l'atac va haver-se de suspendre a inicis de setembre sense haver arribat a Uhtua, encara a 10 km, mentre que les forces atacants havien de recol·locar 2 batallons del grup nord.
El grup nord va ser reforçat amb un regiment d'infanteria de la Divisió SS Nord, i l'atac continuà el 30 de juliol. Una setmana després Kiestinki era capturada, i l'atac prosseguí a través de la carretera i la línia del tren a l'est. El 53è regiment d'infanteria finès avançà molt més de pressa a través de la línia del tren que no pas les altres, que avançaven per la carretera. El comandant de la recentment arribada 88a divisió d'infanteria soviètica veié una oportunitat, i el 758è regiment d'infanteria atacà pel bosc pel darrere del regiment finès, aconseguint encerclar-lo el 20 d'agost, i convertint-lo en la major unitat finesa que els soviètics van aconseguir encerclar durant la guerra.
Els finesos van aconseguir obrir un pas a través del bosc l'endemà, però la ruta de subministraments a través del tren seguia tancada i, per tant, el 53è regiment hagué de retirar-se a través del bosc el 2 de setembre després de destruir el material que havien d'abandonar. Les forces fineses van ser reforçades amb un segon regiment de la Divisió SS Nord, i el contraatac soviètic va aconseguir-se aturar a només 10-15 km a l'est de Kiestinki.
A l'octubre, les forces van rebre subministraments, van ser reforçades amb la resta de la divisió Nord, però von Falkenhorst i Siilasvuo planejaven llançar un nou atac al novembre. L'OKW ordenà a l'AOK Norwegen que no s'ataqués, sinó que es preparessin per a la defensa. No obstant això, von Falkenhorst i Siilasvuo encara començarien la seva ofensiva l'1 de novembre. Els finesos aconseguirien trencar les defenses soviètiques i un regiment d'infanteria soviètic va quedar encerclat entre finesos i alemanys. La situació era amenaçadora pels soviètics, que van començar a transferir la nova 186a divisió d'infanteria de Múrmansk a Kiestinki. Mannerheim contactà amb i li ordenà aturar l'atac, mentre es conduïen relacions fineses amb els Estats Units. L'OKW repetí la seva ordre a von Falkenhorst perquè aturés l'ofensiva, alliberés la Divisió SS Nord i l'enviés cap a Alemanya. Quan es donà l'ordre de passar a operacions defensives el 17 de novembre, fracassà el darrer intent per arribar a la línia del tren de Múrmansk.

#### Guerra Naval al Golf de Finlàndia

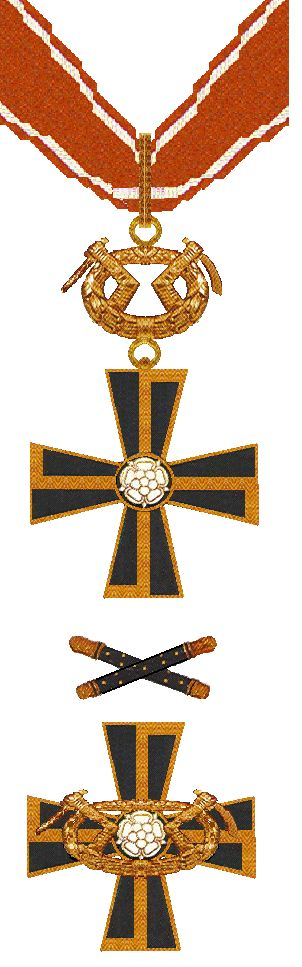
La Creu de la Llibertat de Mannerheim, la condecoració militar finesa més distingida i atorgada als soldats per la valentia extraordinària; la consecució d'extraordinàriament importants objectius pel combat o per les operacions especialment ben conduïdes.

Després de la Guerra d'Hivern i de l'ocupació soviètica dels estats Bàltics, la Marina Roja entrà a la guerra des d'una posició forta: la Flota del Bàltic Bandera Roja (KBF) era la major flota del mar Bàltic (2 cuirassats, 2 creuers lleugers, 19 destructors, 68 submarins i 709 avions de l'aviació naval). Amb una base naval soviètica a Hanko, al sud de Finlàndia, i el control soviètic dels estats bàltics, la preocupació finesa era que podria ser molt senzill ser bloquejats per la Unió Soviètica, i que la llarga costa finesa podria ser molt vulnerable als assalts amfibis soviètics.
La Marina Finesa (Merivoimat) estava dividida en dues branques, la marina i l'artilleria costanera. Els russos havien construït abans de la I Guerra Mundial una xarxa de forts d'artilleria Costanera que ara eren usades pels finesos. La marina era molt petita, consistent només en 2 vaixells de defensa costanera, 5 submarins i diversos transports.
La Kriegsmarine només podia aportar una petita part de la seva força al Bàltic, donat que es trobaven lligats per la lluita amb la Royal Navy. La principal preocupació alemanya al Bàltic era protegir les rutes amb què proveïen la seva indústria del vital mineral de ferro importat des de Suècia.
La cooperació entre ambdós va ser més propera al teatre del Golf de Finlàndia del que ja havia estat mai abans. Ambdues marines van fer servir les mines navals per tal de neutralitzar la superioritat de la marina soviètica. La base naval d'Hanko va ser assetjada. Hores abans de l'inici de l'Operació Barbarroja, les marines finesa i alemanya van començar a crear camps de mines al Bàltic i al golf de Finlàndia. En el segon dia de la lluita, la Marina Soviètica va perdre el seu primer destructor a causa d'una mina. Gràcies a aquesta tàctica, els soviètics no van poder aprofitar la seva superioritat naval i les seves pèrdues van incrementar-se durant l'estiu de 1941.
Quan els soviètics van perdre les seves bases navals de Riga i Liepaja, el gruix de la flota es retirà a Tallinn. A finals d'agost, els alemanys van envoltar Tallinn. En previsió a això, les marines finesa i alemanya van llençar 2.400 minés més a les 600 ja existents a la costa al voltant de Tallinn. S'instal·là artilleria alemanya al Cap Juminda, i un parell de torpedineres alemanyes i fineses van ser posades en alerta. Els soviètics havien d'evacuar 28.000 persones, incloent als líders comunistes locals i les seves famílies, el personal de l'exèrcit i la marina i a 10.000 estonians allistats en treballs forçats, així com 66.000 tones de material, amb només 160 vaixells per fer-ho. L'evacuació s'inicià la nit del 27 d'agost, mentre que les primeres tropes alemanyes entraven a la ciutat. Durant l'embarcament, la marina soviètica va estar sotmesa contínuament a l'atac alemany, mitjançant artilleria i bombarders, i de manera especial mentre que l'armada es dirigia a l'altament minat Cap Jumidna. A mitjanit del 28, l'armada penetra al camp minat, mentre que era atacada per les torpedineres; les baixes van ser importants: 65 dels 160 vaixells es van perdre, i molts més van ser danyats, amb 16.000 dels 28.000 evacuats morts. Amb molts menys mitjans, les marines finesa i alemanya van causar una gran derrota a la soviètica. Les restes de la flota va aconseguir arribar a la base naval de Kronstadt, als afores de Leningrad, on restaren els seus vaixells principals fins a l'estiu de 1944.
Poc després d'això, la marina finesa patí la seva pèrdua més important, quan el 13 de setembre el vaixell de la defensa costanera Ilmarinen topà amb una mina i s'enfonsà durant l'Operació Nordwind, matant 271 mariners finesos.
Les forces soviètiques encara mantenien la base naval de Hanko a la costa sud-oest de Finlàndia, però mentre que tenia lloc el Setge de Leningrad, aquesta perdé la seva importància i va ser evacuada al desembre de 1941.

#### Desenvolupament polític
El 10 de juliol, l'exèrcit finès inicià una gran ofensiva a l'istme de Carèlia i al nord del Llac Ladoga. L'orde del dia de Mannerheim, la Declaració de la beina d'espasa, deixava ben clar que la intenció finesa era ofensiva. A finals d'agost de 1941, les tropes fineses van arribar a les fronteres de preguerra. Travessar la frontera portava tensió a l'exèrcit, al govern, als membres del parlament i a l'opinió pública. L'expansionisme militarista podia haver guanyat suport, però estava lluny de ser un clam popular.

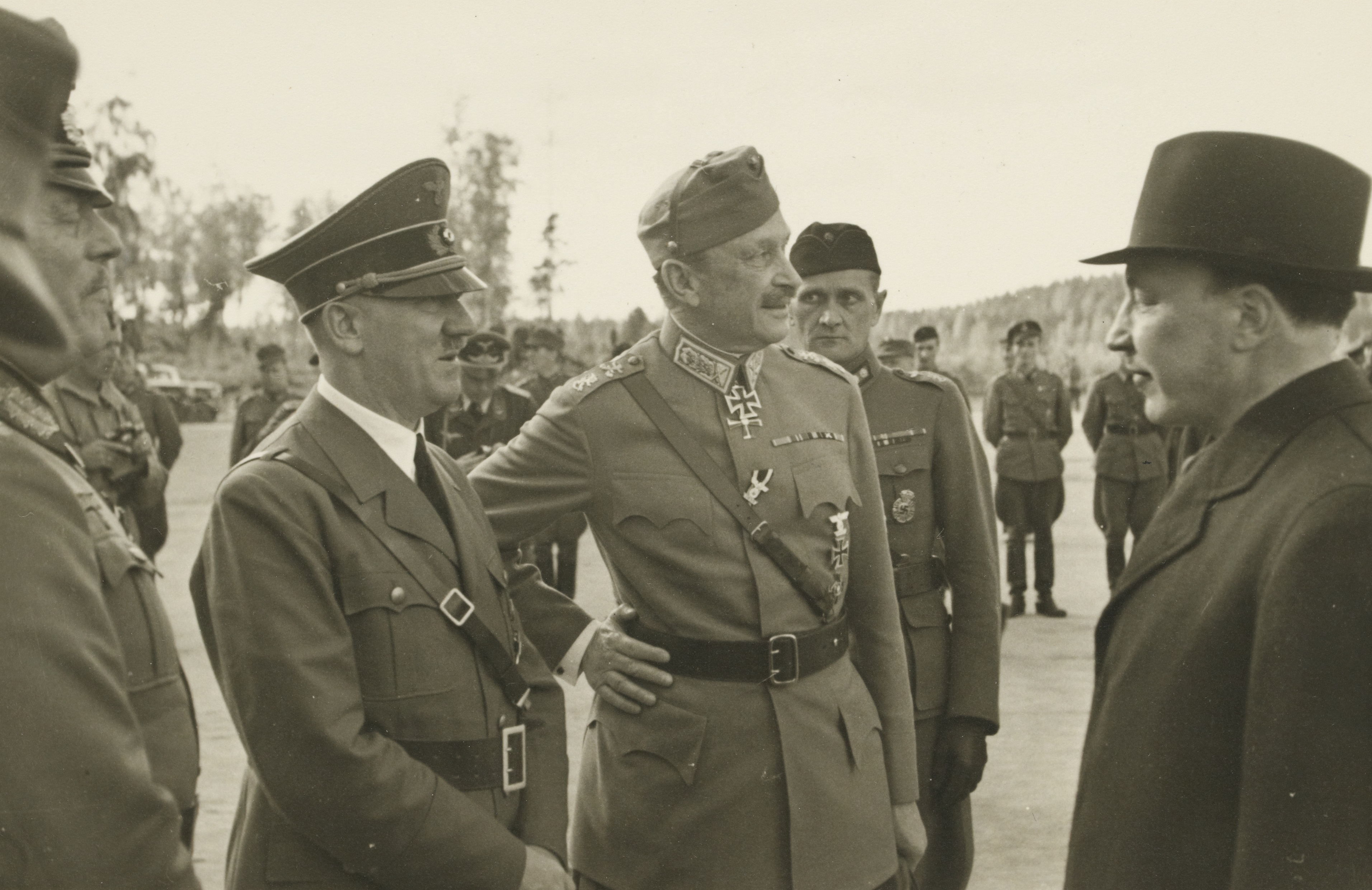
Hitler, el Mariscal Mannerheim (cap de l'Exèrcit finès) i el President Finès Ryti, es troben a Immola al juny de 1942

A més, les relacions internacionals eren molt tibants; especialment amb el Regne Unit i Suècia, els governs respectius s'havien assabentat del mateix ministre d'exteriors Witting que Finlàndia no tenia absolutament cap pla per a una campanya coordinada amb els alemanys: els preparatius finesos eren purament defensius.
El govern suec esperava millorar les relacions amb l'Alemanya Nazi a través d'un suport indirecte a l'Operació Barbarroja, conduïda principalment a través de Finlàndia. El Primer Ministre Hansson i el Ministre d'Exteriors Günther van trobar, això no obstant, que el suport polític al Govern d'Unitat Nacional i sense el d'organitzacions socials no seria suficient, particularment després de la Declaració de la Beina de Mannerheim, i encara més quan, menys de dos mesos després, Finlàndia iniciava una guerra de conquesta. Un efecte tangible va ser que Finlàndia va esdevenir més i més depenent dels enviaments de menjar i armament des d'Alemanya.
La Commonwealth va establir un bloqueig contra Finlàndia, i l'ambaixador britànic va ser retirat. El 31 de juliol de 1941 la RAF bombardejà el port de Petsamo. Els danys van ser limitats, car el port gairebé estava buit de vaixell.
L'11 de setembre, l'ambaixador americà Arthur Schoenfeld va ser informat que l'ofensiva de l'Istme de Carèlia s'havia aturat a les fronteres anteriors a la Guerra d'Hivern i que, si bé Finlàndia podria unir-se en una ofensiva sense condicions sobre Leningrad, de moment es mantindria en una defensa estàtica i esperaria per una resolució política (de fet, que Mannerheim rebutgés atacar Leningrad va ser el que en darrera instància salvà la ciutat, car els soviètics no haguessin pogut resistir un atac coordinat germano-finès.
El 22 de setembre l'ambaixador de Noruega presentà una nota britànica exigint l'expulsió de les tropes alemanyes del territori finès i la retirada finesa de la Carèlia Oriental a posicions darrere les fronteres anteriors a la Guerra d'Hivern. Finlàndia se sentí amenaçada per una declaració de guerra britànica a menys que s'acceptessin les demandes britàniques, i aquesta arribà el Dia de la Independència de Finlàndia, el 6 de desembre. La declaració retardava l'inici de l'estat de guerra fins a les 12:00 GMT del 7 de desembre. La puntualització del temps respecte als moviments navals japonesos cap a les colònies del sud-est asiàtic indica que la declaració de guerra britànica en la guerra soviètico-finesa esperava encoratjar als soviètics perquè declaressin la guerra al Japó.
Al desembre de 1941, l'avanç finès havia arribat fins al riu Svir (que connecta la part sud del Llac Ladoga amb el Llac Onega i marca la frontera sud de la Carèlia oriental. A finals de 1941, el front s'estabilitzà, i els finesos no portaren a terme cap gran operació ofensiva més durant els dos anys i mig següents. La moral combativa de les tropes disminuí quan s'adonaren que la guerra no acabaria aviat. S'ha suggerit que l'execució del preeminent líder pacifista Arndt Pekurinen al novembre de 1941 va ser per temor d'una desmoralització de l'exèrcit en ser exacerbat pel seu activisme.

### La guerra de trinxeres 1942-43

#### Maniobres diplomàtiques
El pla de l'Operació Barbarroja consistia en una blitzkrieg d'unes poques setmanes de duració. Els observadors britànics i americans creien que l'operació podria haver acabat abans d'agost. No obstant això, a la tardor de 1941, les previsions no eren tan optimistes, i els principals oficials finesos començaven a dubtar de la capacitat alemanya. Les tropes alemanyes al nord de Finlàndia encaraven circumstàncies per a les que no estaven preparades, i fracassaven en assolir els seus objectius, el més important de tots, Múrmansk. L'estratègia de Finlàndia ara havia variat: s'oferí una pau per separat amb la Unió Soviètica, però la força alemanya encara era massa gran. La idea que Finlàndia hauria de continuar a la guerra mentre que exposava les seves forces al menor perill possible guanyava suport, potser perquè l'esperança de què la Wehrmacht i l'Exèrcit Roig s'afeblirien mútuament prou perquè les negociacions poguessin començar, o almenys perquè Finlàndia pogués prendre les seves decisions de manera independent. Alguns també esperaven una victòria d'Alemanya.
La participació de Finlàndia a la guerra portà grans beneficis per a Alemanya: la flota soviètica es trobava bloquejada al Golf de Finlàndia, i així el Bàltic estava lliure tant per a l'entrenament de les tripulacions dels U-Boots com per a la navegació comercial alemanya, especialment pel transport del vital mineral de ferro suec, així com el níquel finès i d'altres metalls rars necessaris per al procés de l'acer de la regió de Petsamo. El front finès assegurava el flanc nord del Grup d'Exèrcits Nord als estats bàltics. Les 16 divisions fineses lligaven nombroses tropes fineses, pressionaven Leningrad (tot i que Mannerheim rebutjava atacar-la) i amenaçava la via fèrria de Múrmansk. A més, Suècia quedava totalment aïllada i rebia més pressió per satisfer les demandes alemanyes i fineses.
Tot i la contribució finesa a la causa alemanya, els Aliats Occidentals tenien uns sentiments ambivalents, a causa de les seves simpaties cap a Finlàndia i la necessitat d'acomodar-se al seu aliat vital, la Unió Soviètica. Per tant, encara que el Regne Unit va declarar la guerra a Finlàndia, els Estats Units no ho van fer. Amb algunes excepcions, no va haver-hi combats entre aquests països i Finlàndia, tot i que alguns mariners finesos que es trobaven a ultramar van ser internats. Als Estats Units, Finlàndia va ser denunciada pels atacs que feia contra els vaixells del Préstec-Arrendament, però rebé l'aprovació per continuar fent els pagaments dels seu deute de la Primera Guerra Mundial.
Com que Finlàndia pertanyia al Pacte Anti-Comitern i en signà altres acords amb Alemanya, Japó i Itàlia, els aliats van incorporar de facto a Finlàndia a les Potències de l'Eix, si bé el terme emprat a Finlàndia era el de co-bel·ligerància amb Alemanya.

#### Voluntaris internacionals i suport
Igual que ja havia succeït a la Guerra d'Hivern, es van allistar voluntaris suecs. Fins a desembre, per protegir la base naval soviètica de Hanko, va ser evacuada per mar i la unitat sueca va ser oficialment dissolta. Durant la Guerra de Continuació, els voluntaris signaven per un servei d'entre 3 a 6 mesos. En total, uns 1.600 van lluitar per Finlàndia, dels quals només en quedaven uns 60 a l'estiu de 1944. Aproximadament un terç dels voluntaris van ser reclutats durant la Guerra d'Hivern. Un altre grup significatiu, aproximadament una quarta part dels homes, eren oficials suecs de permís-
També va existir un batalló de voluntaris a les SS al front septentrional de Finlàndia entre 1942 i 1944, reclutat a Noruega i a Dinamarca.
Sobre uns 3.400 voluntaris estonians van prendre part en la Guerra de Continuació.
En altres ocasions, els finesos van rebre uns 2.100 presoners de guerra soviètics de tornada d'aquells presoners que ells havien tornat als alemanys. Aquests eren principalment estonians i karelians, que esperaven unir-se a l'exèrcit finès. Aquests, així com alguns voluntaris de la Karèlia oriental ocupada, van formar el Batalló Kin (finès: "Heimopataljoona"). Al final de la guerra, els soviètics van demanar que se'ls lliuressin els membres del Batalló Kin. Alguns van aconseguir fugir, però la majoria d'ells van ser enviats al Gulag o executats.

#### Els jueus a Finlàndia
Finlàndia no va permetre l'extensió de les pràctiques antisemites nazis. Els jueus finesos van servir a l'exèrcit fines, i els jueus no només eren tolerats, sinó que també es garantia l'asil als refugiats jueus (només 8 de més de 500 refugiats van ser retornats als nazis). Es va arribar a l'extrem de què alguns oficials jueus de les forces de defensa fineses van ser condecorats amb la Creu de Ferro alemanya, tot i que van declinar rebre-la.

#### Política d'ocupació finesa
Entre 2.600 i 2.800 presoners de guerra soviètics van ser lliurats pels finesos als alemanys. La majoria d'ells (uns 2.000) es van unir a l'Exèrcit d'Alliberament Rus. Molts de la resta eren oficials de l'exèrcit i oficials polítics, dels quals uns 74 eren jueus, morint la majoria als camps de concentració nazis, mentre que d'altres van ser lliurats a la Gestapo perquè fossin interrogats. De vegades, van ser lliurats a canvi de menjar o d'armes.
Aquest darrers van ser especialment durant 1942, donada l'escassetat que va regnar a Finlàndia, sent el motiu principal per a l'augment dramàtic de morts als camps finesos. Els càstigs pels intents de fuga o pel trencament greu de les normes incloïen el confinament solitari i l'execució. D'uns 64.188 presoners de guerra soviètics, 18.318 van morir als camps de presoners finesos.
Després de la guerra, i basant-se en els testimonis d'antics presoners de guerra, es va acusar 1.381 membres del personal dels camps, resultant en 723 condemnes i 658 persones alliberades. Se'ls va acusar de 42 execucions i 242 assassinats. Van haver-hi 7 casos de deixar morir sota la petició d'antics presoners, 10 casos de mort a causa de les tortures, 8 violacions contra les lleis de la propietat, 280 violacions oficials i 86 crims diversos més.
Un nombre significatiu d'immigrants soviètics arribats a la Carèlia oriental després de 1917 van ser deportats a camps de concentració. Havia dones russes, criatures i vells: només ⅓ de la població original de 470.000 persones restaven a la Carèlia Oriental quan els ocupants finesos van arribar, i només la meitat d'ells eren originaris d'allà. Sobre un 30% (24.000 persones) de la resta de la població russa va ser confinada als camps, 6.000 d'ells capturats mentre esperaven el transport rus pel Llac Onega, i 3.000 més del sud del Riu Svir, per assegurar la línia davant del front dels atacs partisans. El primer d'aquests camps s'alçà el 24 d'octubre de 1941 a Petrozavodsk. Durant la primavera i la tardor de 1942 van morir uns 3.500 interns a causa de la malnutrició. Durant la darrera meitat de 1942 la xifra de retinguts descendí ràpidament fins a 15.000 mentre que la gent era alliberada a les seves llars o reassentada en "pobles segurs", mentre que la situació nutricional millorava, i durant els dos anys següents només van morir unes 500 persones. Durant els anys següents els finesos van detenir alguns centenars de civils més, principalment per l'activitat partisana, però com que els alliberaments continuaven, la xifra de retinguts es mantenia entre els 13.000 i 14.000.

#### Activitat partisana soviètica

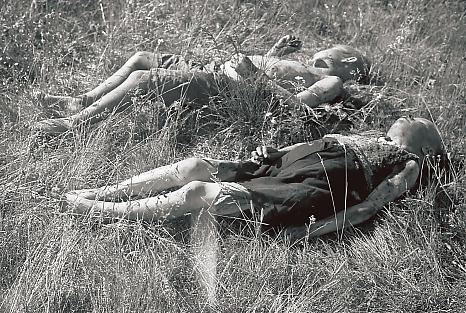
Civils finesos morts pels partisans soviètics a Seitajärvi, a la Lapònia finesa cap a 1942

Els partisans soviètics van operar a Finlàndia i a Carèlia de 1941 a 1944. 24.000 russos ètnics van ser internats per les forces d'ocupació fineses, dels quals van morir entre 4.000 i 7.000, principalment de fam durant la primavera i l'estiu de 1942 donada la gran escassetat de 1941. La segregació en l'educació i en l'assistència mèdica entre carelians i russos creà ressentiments, fent que molts russos ètnics donessin suport als atacs partisans.
Els partisans soviètics conduïren diverses operacions. La principal fracassà quan la 1a Brigada Partisana va ser destruïda a inicis d'agost de 1942 al llac Seerjärvi. Els partisans distribuïren el diari Pravda en finès i el Martell de Lenin en rus. Un dels líders partisans a Finlàndia i Carèlia va ser el futur líder de la Unió Soviètica Iuri Andrópov.
A la Carèlia Oriental els partisans atacaven principalment objectius de comunicacions i subministraments militars, però al costat finès de la frontera, gairebé dos terços dels atacs eren contra objectius civils, matant uns 200 civils i ferint-ne 50 més, incloent nens i vells.

### Ofensiva soviètica de 1944

#### Contactes inicials per a la pau
Finlàndia començà activament a buscar un camí de sortida de la guerra després del desastre alemany a Stalingrad. Edwin Linkomies formà un nou govern amb la pau com a prioritat absoluta. Les negociacions van ser conduïdes intermitentment entre 1943 i 1944 entre Finlàndia (representada per Juho Kusti Paasikivi) per un costat i pels Aliats Occidentals i la Unió Soviètica per l'altre, però no s'arribà a cap acord. Stalin decidí forçar als finesos a la rendició, iniciant una campanya de bombardeigs. La campanya aèria de febrer de 1944 va incloure 3 grans atacs sobre Hèlsinki, amb un total de 6.000 sortides de bombarders. No obstant això, les defenses antiàeries fineses aconseguiren repel·lir els atacs, estimant-se que només un 5% de les bombes van arribar als seus objectius. Ouli i Kotka també patiren grans atacs aeris, però gràcies a la intel·ligència radiofònica i a l'efectivitat de les defenses antiàeries, el nombre de danys no va ser elevat.

#### Reconquesta de l'Istme de Carèlia
El 9 de juny de 1944 la Unió Soviètica inicià una gran ofensiva contra les posicions fineses a l'istme de Carèlia i a la zona del llac Ladoga, coordinada amb el Desembarcament de Normandia. Durant el segon dia de l'ofensiva, els soviètics van aconseguir trencar les línies fineses i, durant els dies següents, van ver avenços que semblaven que arribarien a amenaçar la mateixa supervivència de Finlàndia. En una zona de 21,7 km, l'Exèrcit Roig havia concentrat 2.851 canons de 45mm i 130 de 50mm. Als llocs més fortificats de l'istme, s'arribaren a concentrar 200 canons per cada quilòmetre de frontera (un a cada 5m). El 9 de juny, l'artilleria soviètica disparà uns 80.000 projectils sobre l'istme de Carèlia. Les tropes soviètiques alliberaren Petrozavodsk el 28 de juny de 1944. Abans de retirar-se, els finesos van lliurar menjar per a dues setmanes als habitants de la regió.
A Finlàndia li mancava principalment armament anti-tanc, que pogués aturar els tancs pesants soviètics, i el Ministre d'Exteriors alemany Joachim von Ribbentrop els n'oferí a canvi d'una garantia que Finlàndia no buscaria una pau per separat. El 26 de juny, el President Risto Ryti li donà aquesta garantia de manera personal, que intentà acomplir fins al final de la seva presidència. A més del material lliurat, Hitler afegí algunes brigades de canons d'assalt i una unitat de caces bombarders de la Luftwaffe per donar suport als sectors més amenaçats.
Amb els nous subministraments alemanys, els finesos eren capaços d'encarar la crisi, aturant als soviètics a inicis de juliol de 1944. en aquest punt, les forces fineses s'havien retirat prop d'un centenar de kilòmetres, quedant aproximadament en el mateix punt en què es trobaven al final de la Guerra d'Hivern. La línia es coneixia com la Línia-VKT (de "Viipuri–Kuparsaari–Taipale", discorrent entre Vyborg al riu Vuoski, i entre el riu i fins al llac Ladoga i Taipale), on l'ofensiva soviètica quedà aturada a la batalla de Tali-Ihantala, tot i la seva superioritat numèrica. Finlàndia s'havia convertit en un problema lateral per la Stavka, car ara dirigia principalment la seva atenció cap a Polònia i l'Europa sud-oriental. Els Aliats Occidentals havien tingut èxit en el seu desembarcament a França i es dirigien cap a Alemanya, i els líders soviètics no volien que tinguessin les mans lliures a l'Europa Central. Un cop el front finès tornava a estar estabilitzat, els finesos estaven esgotats i volien sortir de la guerra.

### L'Armistici i el final

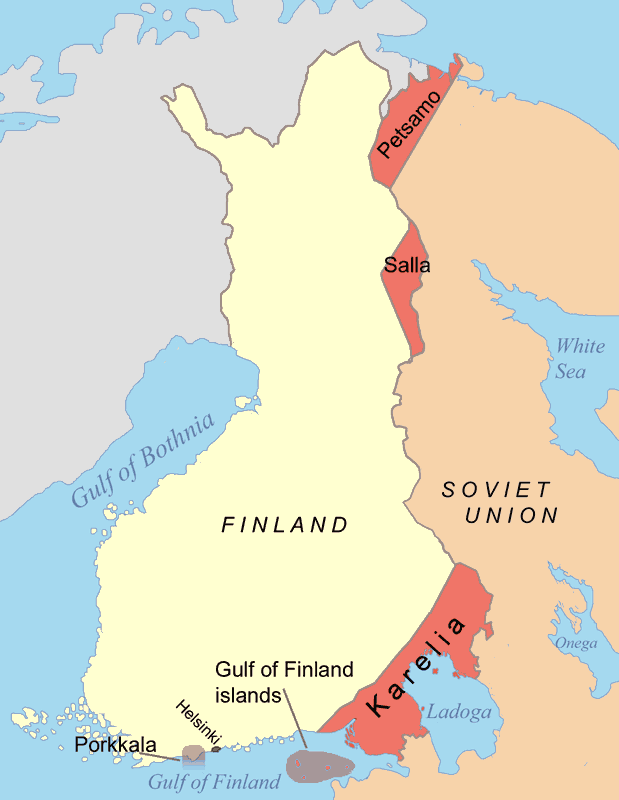
Zones cedides per Finlàndia a la Unió Soviètica

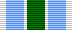
353.240 soldats soviètics van rebre aquesta medalla per la defensa de la Regió Àrtica Soviètica des del 5 de desembre de 1944

Mannerheim havia recordat en repetides ocasions als alemanys que en cas que les tropes a Estònia es retiressin, Finlàndia es veuria obligada a fer la pau fins i tot en uns termes extremadament desfavorables. Estònia ocupada pels soviètics es convertiria en una base perfecta per a les invasions amfíbies i els atacs aeris contra Hèlsinki i d'altres ciutats, i haguessin ofegat l'accés finès al mar. Quan els alemanys es retiraren, s'incrementà paral·lelament el desig finès d'acabar la guerra. Potser adonant-se de la validesa d'aquest punt, la reacció inicial alemanya davant l'anunci finès d'intentar una pau separada va quedar limitada a una oposició únicament verbal. No obstant això, els alemanys van detenir a centenars de mariners de mercants finesos que es trobaven a Alemanya, Dinamarca i Noruega.
El President Ryti dimití, fent possible una pau per separat, i el cap militar finès i heroi nacional, Carl Gustaf Emil Mannerheim, va ser nomenat President de manera extraordinària pel Parlament, acceptant la responsabilitat d'acabar la guerra.
El 4 de setembre, l'alto el foc acabà amb les accions militats al bàndol finès. La Unió Soviètica acabà les hostilitats exactament 24 hores després dels finesos. El 19 de setembre va signar-se l'Armistici de Moscou entre la Unió Soviètica i Finlàndia. Finlàndia havia de fer diverses concessions: la Unió Soviètica mantindria les fronteres de 1940, amb l'addició de la zona de Petsamo, la península de Porkkala (adjacent a la capital finesa, Hèlsinki) va ser lliurada als soviètics com a base naval per 50 anys i amb els drets de trànsit garantits; l'exèrcit finès havia de ser desmobilitzat i Finlàndia havia d'expulsar els alemanys del seu territori en 14 dies. Com que els alemanys no van abandonar Finlàndia en el termini requerit, els finesos van iniciar la Guerra de Lapònia contra els seus antics aliats. Els finesos a més havien de netejar els camps minats de Carèlia (incloent la Carèlia Oriental) i del Golf de Finlàndia (aquesta operació va requerir molt de temps, especialment a les zones marítimes, no finalitzant-se fins al 1952, causant 100 morts i 200 ferits, la majoria d'ells a Lapònia).
No obstant això, i en contrast amb la resta dels països del front oriental (a on la guerra es lluità fins al final), no va haver-hi ocupació soviètica de Finlàndia i aquesta va romandre sobirana. Els Comunistes mai no van arribar al poder, com sí que ho van fer a la resta dels països del Bloc Oriental. Una política basada en la Línia Paasikivi-Kekkonen formà les bases de la política exterior finesa cap a la Unió Soviètica fins a la seva dissolució el 1991.
Igual que amb l'ocupació soviètica dels estats bàltics, el govern dels Estats Units no van reconèixer l'annexió soviètica de la Carèlia occidental ni el 1940 ni tampoc el 1944.
El tractat de pau definitiu entre Finlàndia i la Unió Soviètica se signà a París el 1947.

## Anàlisi
A diferència de la Guerra d'Hivern, que havia estat una guerra d'agressió soviètica contra Finlàndia, la Guerra de Continuació va ser una guerra d'agressió iniciada pels finesos, que intentava rectificar les pèrdues territorials de la Guerra d'Hivern, així com evitar una possible agressió soviètica. Hi ha un debat obert a Finlàndia sobre si el país tenia veritablement opcions o no d'unir-se a l'Operació Barbarroja alemanya, i sobre fins a quin punt l'acció finesa estava moralment justificada. No obstant això, sí que existeix un consens sobre el fet que un dels objectius prioritaris finesos era recuperar les zones perdudes a la Guerra d'Hivern.
La fita màxima finesa durant la Segona Guerra Mundial va ser sobreviure a ella com un estat independent i democràtic, capaç de mantenir la seva sobirania en un entorn políticament hostil. Específicament per a la Guerra de Continuació, Finlàndia també intentà revertir les seves pèrdues territorials del Tractat de Pau de Moscou, estenent el seu territori encara més cap a l'est, per a tenir més territori no finès per defensar davant dels exèrcits soviètics abans que aquests no s'introduïssin a territori pròpiament finès. Alguns grups d'extrema dreta donaven suport a la ideologia d'una Gran Finlàndia. Els esforços finesos durant la guerra, quan es considera la seva supervivència i amb retrospectiva, van tenir èxit, tot i que la finlandització, el preu que es va pagar, va ser alt en baixes, pagaments de reparacions de guerra, pèrdues territorials, una reputació internacional afectada i l'adaptació subseqüent a les diferents perspectives internacionals soviètiques durant la Guerra Freda. L'aliança germano-finesa va ser diferent de la resta de relacions entre els països de l'Eix, un exemple de la qual es veu en la participació de jueus finesos en la lluita contra la Unió Soviètica.
Els objectius soviètics són més difícils d'estimar a causa de la naturalesa de secrets de la Unió Soviètica estalinista. Les fonts soviètiques mantenen que la Guerra de Continuació s'explica com una mesura defensiva emprant mitjans ofensius: la divisió de la Polònia ocupada amb Alemanya, les ocupacions d'Estònia, Letònia i Lituània, així com la invasió de Finlàndia durant la Guerra d'Hivern han de contemplar-se com a parts en la construcció d'una zona de seguretat entre la percebuda amenaça dels poders capitalistes de l'Europa occidental i la Unió Soviètica comunista; així com la creació de diversos estats satèl·lits de la Unió Soviètica (formant el Pacte de Varsòvia) i l'Acord d'Amistat, Cooperació i Assistència Mútua que finalitzà formalment amb la postguerra finesa. Diversos historiadors notables, no obstant això, afirmen que tot plegat simplement era conseqüència de l'ambició soviètica de recuperar les antigues fronteres de l'imperi Rus.